# Onthophagus obliquus
Onthophagus obliquus là một loài bọ cánh cứng trong họ Bọ hung (Scarabaeidae).